# Sirugamani
Sirugamani é uma panchayat (vila) no distrito de Tiruchirappalli, no estado indiano de Tamil Nadu.

## Demografia
Segundo o censo de 2001,  Sirugamani  tinha uma população de 10,031 habitantes. Os indivíduos do sexo masculino constituem 50% da população e os do sexo feminino 50%. Sirugamani tem uma taxa de literacia de 72%, superior à média nacional de 59.5%: a literacia no sexo masculino é de 80% e no sexo feminino é de 64%. Em Sirugamani, 11% da população está abaixo dos 6 anos de idade.